# Urt
 For alternative betydninger, se Urt (flertydig). (Se også artikler, som begynder med Urt)
Betegnelsen urt bruges af botanikere om karplanter som ikke er vedplanter eller halv- eller helsnyltere, dvs. langt de fleste af de planter vi tænker på som blomster, grøntsager osv. I almindelig sprogbrug opfattes urter ofte som planter, der enten er lægeurter eller krydderurter. Urter kan både være étårige, hvor kun frøene overvintrer, og flerårige (stauder), som overvintrer med de underjordiske dele. Endelig findes der nogle stedsegrønne stauder, der altså overvintrer med både de overjordiske, urteagtige dele og med rodnettet.

## Eksempler

### Eksempler på énårige urter
- Morgenfrue (Calendula officinalis)
- Rug (Secale cereale)
- Fuglegræs (Stellaria media)

### Eksempler på flerårige urter
- Skvalderkål (Aegopodium podagraria)
- Asparges (Asparagus officinale)
- Regnbue-Lupin (Lupinus x regalis)

### Eksempler på flerårige, stedsegrønne urter
- Hasselurt (Asarum europaeum)
- Skov-Star (Carex sylvatica)
- Jordbær (Fragaria x annanasa)

## Eksterne link
- Medlemsbladet "Urt" (Dansk Botanisk Forening) Arkiveret 18. oktober 2012 hos  Wayback Machine